# 陈弘平
陈弘平（1954年9月—），男，汉族，广东揭阳人，中华人民共和国政治人物。中共广东省委党校在职研究生。

## 生平
1975年7月参加工作，1976年6月加入中国共产党。历任揭阳市榕城区委副书记、区长，揭阳市政府副秘书长；揭阳市副市长、市委副书记、市委党校校长、市委政法委副书记，2005年3月起正式任揭阳市市长，2008年3月起任中共揭阳市委书记，2011年10月卸任。
2008年，当选为全国人大代表，任期5年。

### 落马
2012年11月，被广东省纪委带走调查，次年7月，被开除党籍及公职。
2015年4月21日，陈弘平涉嫌受贿、贪污以及行贿三宗罪案在佛山中院审理。公诉机关指控其受贿金额达1.253亿元，港币1720万元。据报道，他极度迷信风水，还动用公款为自己修建阴宅。
2017年6月6日，佛山市中級人民法院一審以陳弘平犯受賄罪判處其死刑，緩期兩年执行，剝奪政治權利終身，並沒收其名下全部財產，受賄所得贓物予以沒收，上繳國庫。陳弘平随即进入河源监狱服刑，2020年7月，广东省高级人民法院将其刑罚由死刑减为无期徒刑。

## 共用情妇丑闻
据媒体报道，中共广东省纪委在查办陈弘平案时，发现陈有情妇并育有一子。在询问该涉案女子时，其最终供出与中共广州市委书记万庆良亦秘密育有一子。另称，万庆良结识该女子在先，万庆良、陈弘平两人彼此之间对对方的事均不知情。此陈、万两人共用情妇为揭阳市润昕建安工程有限公司实际控制人。
许秋琳，1970年7月8日出生，曾用名许小婉。据媒体报道，2007年至2011年间，许秋琳与前夫吴松光，通过向时任揭阳市公路局局长郑松标与时任揭阳市公路局总工程师室主任罗荣辉（均已落马）行贿，陆续承包揭阳市公路局的7个工程，包括揭阳潮汕机场进场路新建工程。2016年4月，许秋琳以行贿罪被广东省高级人民法院终审判处有期徒刑6年，其前夫吴松光则被认定为共同行贿犯罪中的从犯，终审判处5年有期徒刑。